# 加拿大—羅馬尼亞關係
加拿大－羅馬尼亞關係（羅馬尼亞語：Relaţiile dintre Canada şi România）是指加拿大与罗马尼亚历史上及现今的外交关系。两国目前均为法语国家及地区国际组织、北大西洋公约组织、联合国的成员国。

## 政治概况
19世纪即有罗马尼亚人移民至加拿大。罗马尼亚王国于1919年在加拿大蒙特利尔及汉密尔顿开设名誉领事馆，1967年4月3日，两国建立大使级外交关系。加拿大于建交当年即在布加勒斯特建立了大使馆，现今，该大使馆也兼轄加拿大在保加利亚、摩尔多瓦的相关事务。罗马尼亚也于三年后在加拿大开设大使馆，罗马尼亚也在蒙特利尔、多伦多及温哥华设有总领事馆。
1989年羅馬尼亞革命后，罗马尼亚放弃社会主义实行民主改革，两国关系也因为罗马尼亚加入欧盟及北大西洋公约组织而得到了加强。

### 簽證

持加拿大護照的加拿大公民簽證要求分布圖：入境羅馬尼亞適用「歐盟免簽證」。

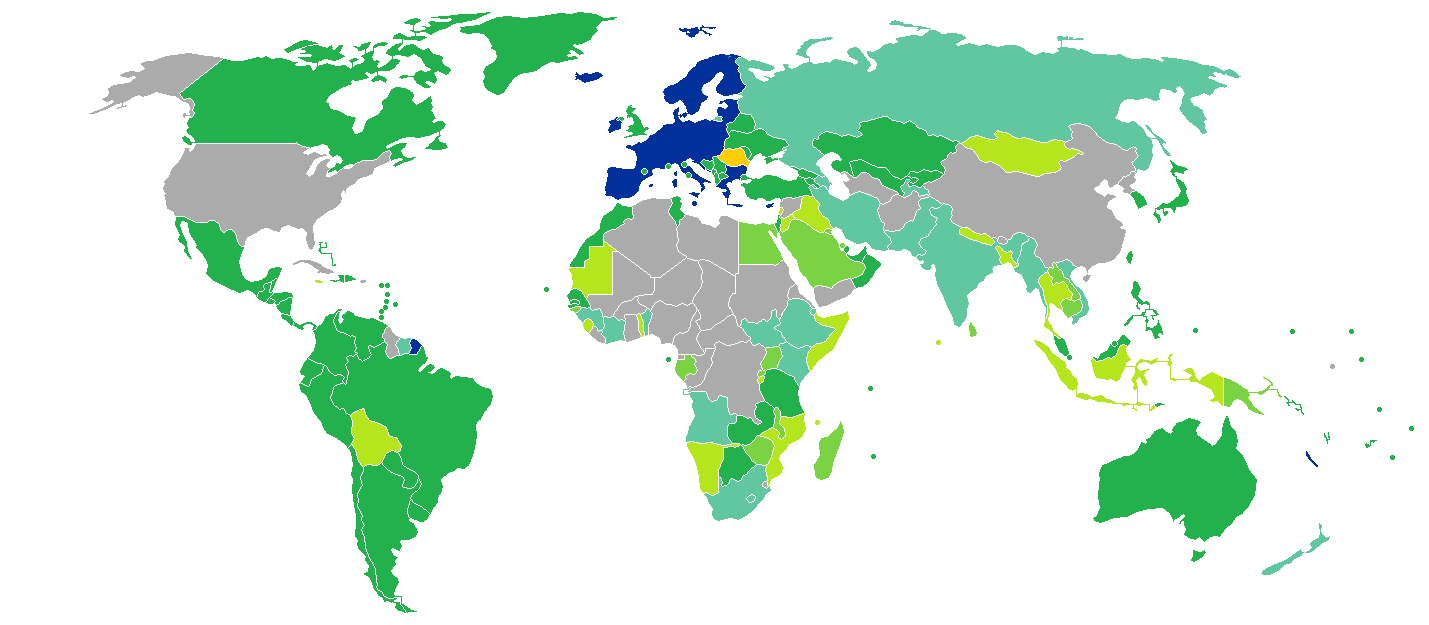
持歐盟的羅馬尼亞護照之羅馬尼亞公民簽證要求分布圖：入境加拿大可以免簽證。

歐盟成員的羅馬尼亞尚未獲准加入申根區，但基於《申根公約》，該國實行與申根區相同的簽證政策。歐洲申根區給予持加拿大護照的加拿大公民可以歐盟免簽證入境，停留日數單獨計算，不與申根區合併，每6個月期間內總計可停留90天。
持歐盟的羅馬尼亞護照之羅馬尼亞公民入境加拿大可以免簽證，停留最长六个月。

## 经贸关系
加拿大与羅馬尼亞拥有互利互惠的经贸关系，两国政府在貿易、投資和創新、科技领域均有合作。加拿大-歐盟綜合經濟與貿易協定為加強雙邊經濟關係提供了機會。2020年，雙邊貿易總額达到5.9億美元，其中，加拿大向罗马尼亚出口1.55億美元，進口超過4.35億美元。